# Milton Krasner
Milton Krasner (Brooklyn, 17 de fevereiro de 1904 — Woodland Hills, 17 de julho de 1988) é um diretor de fotografia estadunidense. Venceu o Oscar de melhor fotografia na edição de 1955 por Three Coins in the Fountain.